# Абрикон
Абрикон (арм.Աբրիկոն) — крепкий алкогольный выдержанный напиток из абрикосов, выращенных в Араратской долине (Армения), изготавливаемый по технологии, схожей с технологией получения бренди. Крепость напитка составляет 44 %.

## Технология получения
При приготовлении напитка используются только созревшие и тщательно выбранные абрикосы Араратской долины. Из очищенных от кожуры и косточек плодов выжимается сок, который подвергается ферментации при помощи специальных дрожжевых культур. Из полученной массы перегоняется спирт, который далее выдерживается в бочках из абрикосового дерева в течение нескольких лет. Длительная выдержка напитка в бочках обуславливает его цвет.
Во время купажа выбираются спирты из разных бочек, с целью получения необходимого аромата и вкуса. Обязательным условием купажа является использование воды из высокогорных источников Армении. Ароматизаторы и добавки не используются. После купажа напиток находится в бочках ещё не менее 6 месяцев.

## Бутылки
Для абрикона бутылки делают вручную из высококачественного богемского стекла. Дизайн бутылки подчёркивает армянское происхождение напитка — каждая бутылка представляет собой миниатюрную копию горы Арарат.